# Matt Monro
Matt Monro, född 1 december 1930 i London, Storbritannien, död 7 februari 1985 i London, Storbritannien, var en brittisk sångare. Han var en populär sångare under 1960- och 1970-talet och blev känd som The Man With The Golden Voice. Monro sjöng låten From Russia with Love till James Bond-filmen Agent 007 ser rött från 1963., och ledmotivet Born Free i filmen Född fri - Lejonet Elsa från 1966.